# 井本宗司
井本 宗司（いもと むねじ、1952年〈昭和27年〉4月2日 - ）は、日本の政治家。福岡県大野城市長（5期）。元福岡県議会議員（4期）。

## 来歴
福岡県大野町瓦田（現・大野城市）に生まれる。大野町立大野小学校（現・大野城市立大野小学校）、大野町立大野中学校（現・大野城市立大野中学校）、福岡県立筑紫丘高等学校、早稲田大学政治経済学部卒業。
1977年（昭和52年）、財団法人九州生産性本部に就職。
1991年（平成3年）、福岡県議会議員選挙に初当選。県議時代は自由民主党に所属した。その間福岡県議会議長を務めた。
2005年（平成17年）7月、県議を辞職。同年9月4日に行われた大野城市長選挙に自民党・公明党の推薦を受けて出馬し初当選した。投票率は48.03％だった。9月12日、市長就任。
2009年（平成21年）、無投票で再選。2013年（平成25年）、無投票で3選。2017年（平成29年）、無投票で4選。2021年（令和3年）9月5日投開票の市長選で5選。
2025年（令和7年）5月26日に記者会見を開き、脊柱管狭窄症を患うなど自身の健康面の不安があることや、世代交代の時期に差し掛かっていることなどを理由として同年9月に予定されている大野城市長選挙に出馬せず、今期限りで市長を退任することを表明した。